# Nikias Arndt
Nikias Arndt (Buchholz in der Nordheide, 18 de novembro de 1991) é um ciclista profissional alemão que atualmente corre para a equipa Pro Team Team Sunweb.

## Palmarés
2010
- 1 etapa do Cinto a Mallorca
- 1 etapa do Tour de Thüringe
- Tour de Alanya, mais 1 etapa

2011
- 1 etapa do Tour de Thüringe
- 1 etapa do Tour de l'Avenir

2012
- 1 etapa do Istrian Spring Trophy
- Tour de Berlim, mais 2 etapas
- 1 etapa do Tour de Thüringe

2013
- 1 etapa da Arctic Race da Noruega

2014
- 1 etapa do Critérium do Dauphiné
- 2º no Campeonato da Alemanha Contrarrelógio

2015
- 2º no Campeonato da Alemanha Contrarrelógio
- 2º no Campeonato de Alemanha em Estrada
- 1 etapa do Tour de Alberta

2016
- 1 etapa do Giro d'Italia

2017
- Cadel Evans Great Ocean Road Race

2018
- 3º no Campeonato da Alemanha Contrarrelógio

## Resultados em Grandes Voltas e Campeonatos do Mundo
Durante a sua carreira desportiva tem conseguido os seguintes postos nas Grandes Voltas e nos Campeonatos do Mundo em estrada:
| Carreira               | 2010 | 2011 | 2012 | 2013 | 2014 | 2015 | 2016 | 2017 | 2018 | 2019 |
| ---------------------- | ---- | ---- | ---- | ---- | ---- | ---- | ---- | ---- | ---- | ---- |
| Giro d'Italia          | -    | -    | -    | -    | -    | 148º | 87º  | -    | -    | -    |
| Tour de France         | -    | -    | -    | -    | -    | -    | -    | 84º  | 67º  | 116º |
| Volta a Espanha        | -    | -    | -    | 136º | 102º | -    | 159º | -    | -    | -    |
| Mundial em Estrada     | -    | -    | -    | -    | -    | -    | -    | 40º  | -    | -    |
| Mundial Contrarrelógio | -    | -    | -    | -    | 22º  | 52º  | -    | 19º  | -    | -    |

-: não participa

Ab.: abandono

## Equipas
- LKT Team Brandenburg (2010-2012)
- Argos/Giant/Sunweb (2013-)
  - Team Argos-Shimano (2013)
  - Team Giant-Shimano (2014)
  - Team Giant-Alpecin (2015-2016)
  - Team Sunweb (2017-)